# S2 (gwiazda)
S2 (S0-2) – gwiazda typu B znajdująca się w gwiazdozbiorze Strzelca, w odległości mniejszej niż 17 godzin świetlnych od zwartego źródła radiowego Sagittarius A*, uważanego za supermasywną czarną dziurę, w centrum Drogi Mlecznej.
Na podstawie obserwacji wykonanych w latach 1992−2002 gdy gwiazda wykonała dwie trzecie pełnego obiegu została wyznaczona orbita gwiazdy. Orbita ta jest elipsą o mimośrodzie wynoszącym 0,87. Jej krótsza oś ma wartość 5,5 dnia świetlnego, a dłuższa 15,2. Na podstawie trzeciego Prawa Keplera wyliczono, że w jednym z ognisk musi się znajdować obiekt o masie wynoszącej co najmniej 2,2 miliona mas Słońca, znajdujący się w przestrzeni o promieniu mniejszym niż 17 godzin świetlnych. Obliczenia te stały się bezpośrednimi dowodami tego, że w centrum naszej Galaktyki znajduje się supermasywna czarna dziura.